# Athénée royal Charles Rogier
 (août 2021).
Si vous disposez d'ouvrages ou d'articles de référence ou si vous connaissez des sites web de qualité traitant du thème abordé ici, merci de compléter l'article en donnant les références utiles à sa vérifiabilité et en les liant à la section « Notes et références ».
L'athénée royal Charles Rogier, appelé communément Liège 1, est un établissement d’enseignement secondaire général de la Communauté française de Belgique situé à Liège.

## Histoire
L'établissement est créé en 1851 à l'emplacement de l'ancien couvent des Clarisses détruit en 1839. Les bâtiments sont démolis en 1967 pour laisser place à un bâtiment répondant aux critères de l'époque.

## Professeurs
- Maurice Delbouille
- Jean Haust
- Godefroid Kurth
- Léopold Levaux
- André Zumkir

## Alumni
- Christine Aventin, écrivaine
- Francis Balace, historien
- Théophile Bovy, écrivain
- Frédéric Daerden, homme politique
- Fernand Dehousse, homme politique
- Jean-Maurice Dehousse, homme politique
- Drag Couenne, artiste
- Robert Georgin, romancier et essayiste
- Armand Glesener, magistrat et résistant
- Jeronimo, musicien
- Jean Jour, écrivain
- Pierre Kroll, caricaturiste
- Jacques Lepersonne, géologue
- Laurent Minguet, homme d'affaires
- Jean Terfve, homme politique
- Léon Thoorens, écrivain
- Georges Truffaut, homme politique